# Edsstriden
Edsstriden (også Edskampen) er navnet på en mangeårig konflikt mellem danske sønderjyder efter den 2. slesvigske krig. Mange dansksindede embedsmænd, præster og lærere nægtede at aflægge ed til den preussiske konge eller den preussiske forfatning for at gøre opmærksom på at Preussen nægtede at opfylde Paragraf 5 i Pragfreden fra 1866 om en folkeafstemning i det nordlige Slesvig. Dette førte til en række afskedigelser fra tysk side og i sidste ende var mange nødt til at udvandre til Danmark.
Også dansksindede politikere, der var blevet valgt som landsdelens repræsentanter i den preussiske landdag, nægtede at aflæge ed. De to nordslesvigske deputerede, Hans Andersen Krüger og Nicolai Ahlmann ville kun aflægge eden under forbehold. Landdagen ville dog kun acceptere en uforbeholden edsaflæggelse, hvorefter de to landdagsmænd måtte nedlægge mandaterne og der blev udskrevet suppleringsvalg. De to genopstillede og blev valgt igen, hvorefter scenen gentog sig med små variationer indtil året 1881. I den tyske rigsdag, hvor der ikke var krav om edsaflæggelse, henviste den danske repræsentant fra Slesvig, Hans Andersen Krüger, igen og igen til det uopfyldte løfte - og protesterede på den måde mod at løftet endnu ikke var blevet opfyldt (protestpolitik).
Men efterhånden mente mange, at politikere og embedsmænd skulle aflægge eden for at få bedre muligheder for arbejde til gavn for den dansksindede befolkning. Desuden var mange dansksindede embedsmænd blevet erstattet af tysksindede, der arbejdede i fortyskningens tjeneste. Hans Lassen aflagde eden i landdagen i 1882 som den første. Senere fulgte ham flensborgeren Gustav Johannsen. Dermed fandt fandt edstriden sin afslutning. Bade edsnægtere og edsaflæggere kunne i 1888 mødes i oprettelsen af Vælgerforening for Nordslesvig.